# Super Sentai
A Super Sentai Japán leghosszabb ideig futó szuperhős-sorozata, amelyet Amerikában Power Rangers néven dolgoznak fel.

## Cselekmény
A műsorban egy csapat hős harcát követhetjük egy gonosz csoport ellen. A hősöket egy mentor képzi ki. Amikor a gonosz szervezet egy szörnyet küld terveik megvalósításához, olyankor az egyszerű emberekből színes ruhás szuperhősökké változnak át. A legyőzött szörnyek megnőnek és a hősök hatalmas robotokkal folytatják velük a harcot.

## Power Rangers-Super Sentai különbség
Európában nem túl ismert a Super Sentai, viszont az amerikai feldolgozása, a Power Rangers nagyon népszerű és sikeres az egész világon, beleértve Magyarországot is. Már több mint 25 évadot készítettek. Az eredeti Power Rangers, a "Mighty Morphin Power Rangers" az 1992-es Kyōryū Sentai Zyuranger-ből készült. Az eredeti japán sorozatot 1975 óta sugározzák, és máig vetítik és készítik az újabb évadokat, amiből már több mint 40 készült. Japánban több tévécsatorna is vetítette a Super Sentait, Európában a Biomant, Flashmant, Maskmant, Livemant, Turboranger-t, Fivemant, és Jetmant Franciaországban sugározták, a Flashmant és a Maskmant Bioman 2 és Bioman 3-ként. Spanyolországban és Portugáliában a Livemant, Turboranger-t és a Jetmant adták a televíziócsatornák. A Denzimant, Goggle-V-t, Sun Vulcant, és a Battle Fever J-t Olaszországban sugározták. A Bioman és Turboranger pár epizódja Görögországban jelent meg VHS-en. 
A Power Rangers 1993 óta megy, és annak is készítik az újabb évadait. A Power Rangers-ben a Super Sentai felvételeit használják fel az epizódok elkészítéséhez. Eltávolítanak minden Japánra utaló jelenetet, köztük a színészeket is, és újabbakat forgatnak főleg amerikai és új-zélandi színészekkel. A cselekmény gyakran nem követi a Japánban történteket, sokszor teljesen új történetet írnak a harcjelenetek köré.

## Évadok
- Himitsu Sentai Gorenger (1975–1977)
- J.A.K.Q. Dengekitai (1977)
- Battle Fever J (1979-1980)
- Denshi Sentai Denziman (1980-1981)
- Taiyou Sentai Sun Vulcan (1981-1982)
- Dai Sentai Goggle-V (1982-1983)
- Kagaku Sentai Dynaman (1983-1984)
- Choudenshi Bioman (1984-1985)
- Dengeki Sentai Changeman (1985-1986)
- Choushinsei Flashman (1986-1987)
- Hikari Sentai Maskman (1987-1988)
- Choujuu Sentai Liveman (1988-1989)
- Kousoku Sentai Turboranger (1989-1990)
- Chikyu Sentai Fiveman (1990-1991)
- Choujin Sentai Jetman (1991-1992)
- Kyouryuu Sentai Zyuranger (1992-1993)
- Gosei Sentai Dairanger (1993-1994)
- Ninja Sentai Kakuranger (1994-1995)
- Chouriki Sentai Ohranger (1995-1996)
- Gekisou Sentai Carranger (1996-1997)
- Denji Sentai Megaranger (1997-1998)
- Seijuu Sentai Gingaman (1998-1999)
- Kyuukyuu Sentai GoGoFive (1999-2000)
- Mirai Sentai Timeranger (2000-2001)
- Hyakujuu Sentai Gaoranger (2001-2002)
- Ninpuu Sentai Hurricaneger (2002-2003)
- Bakuryuu Sentai Abaranger (2003-2004)
- Tokusou Sentai Dekaranger (2004-2005)
- Mahou Sentai Magiranger (2005-2006)
- GoGo Sentai Boukenger (2006-2007)
- Juken Sentai Gekiranger (2007-2008)
- Engine Sentai Go-onger (2008-2009)
- Samurai Sentai Shinkenger (2009-2010)
- Tensou Sentai Goseiger (2010-2011)
- Kaizoku Sentai Gokaiger (2011-2012)
- Tokumei Sentai Go-Busters (2012-2013)
- Zyuden Sentai Kyoryuger (2013-2014)
- Ressha Sentai Toqger (2014-2015)
- Shuriken Sentai Ninninger (2015–2016)
- Doubutsu Sentai Zyuohger  (2016-2017)
- Uchuu Sentai Kyuranger  (2017-2018)
- Kaitou Sentai Lupinranger VS Keisatsu Sentai Patranger (2018–2019)
- Kishiryu Sentai Ryusoulger (2019-2020)
- Mashin Sentai Kiramager (2020-2021)
- Kikai Sentai Zenkaiger (2021-2022)
- Avataro Sentai Donbrothers (2022-2023)
- Ohsama Sentai King-Ohger (2023-2024)